# Honoré Boze
Pour les articles homonymes, voir Boze.
Honoré Boze, est un peintre orientaliste français, né à l'île Maurice le 19 avril 1830, et mort à Marseille le 5 janvier 1909 .

## Biographie
Petit-neveu du peintre Joseph Boze, Honoré Boze est né à l'île Maurice d'un père provençal et d'une mère hindoue d'une grande beauté. Son père, capitaine de navire et négociant à l'Île-Maurice, qui deviendra maire orléaniste de Martigues et conseiller général de Bouches-du-Rhône, obligé de quitter la Provence, l'emmena à Paris où il put parcourir les expositions et les Salons. Il se prit de passion pour l'orientalisme des peintures d'Eugène Fromentin.
Il est revenu ensuite en Provence avec son père. Il s'est alors inscrit comme élève à l'École des beaux-arts de Marseille avec comme directeur Émile Loubon et dont il a suivi les cours.
Il s'est marié avec une veuve ayant des propriétés à Oran. Il a pu alors faire des voyages en Algérie où il a trouvé de nombreux sujets pour ses tableaux.
Il a connu des déboires dans sa vieillesse qu'il a supportés avec patience.
Il a exposé dans plusieurs expositions et dans des Salons.
Il est élu à l'Académie de Marseille en 1900.

## Collections publiques
- Musée des Beaux-Arts de Marseille :
  - Portrait de Mme Veuve Loubon, huile sur toile[1]
  - Portait du sculpteur Aldebert, huile sur toile[2].
- Paris, Musée du quai Branly - Jacques Chirac :Campement des cavaliers arabes près de Tlemcen, Algérie, 1872, huile sur toile[3].

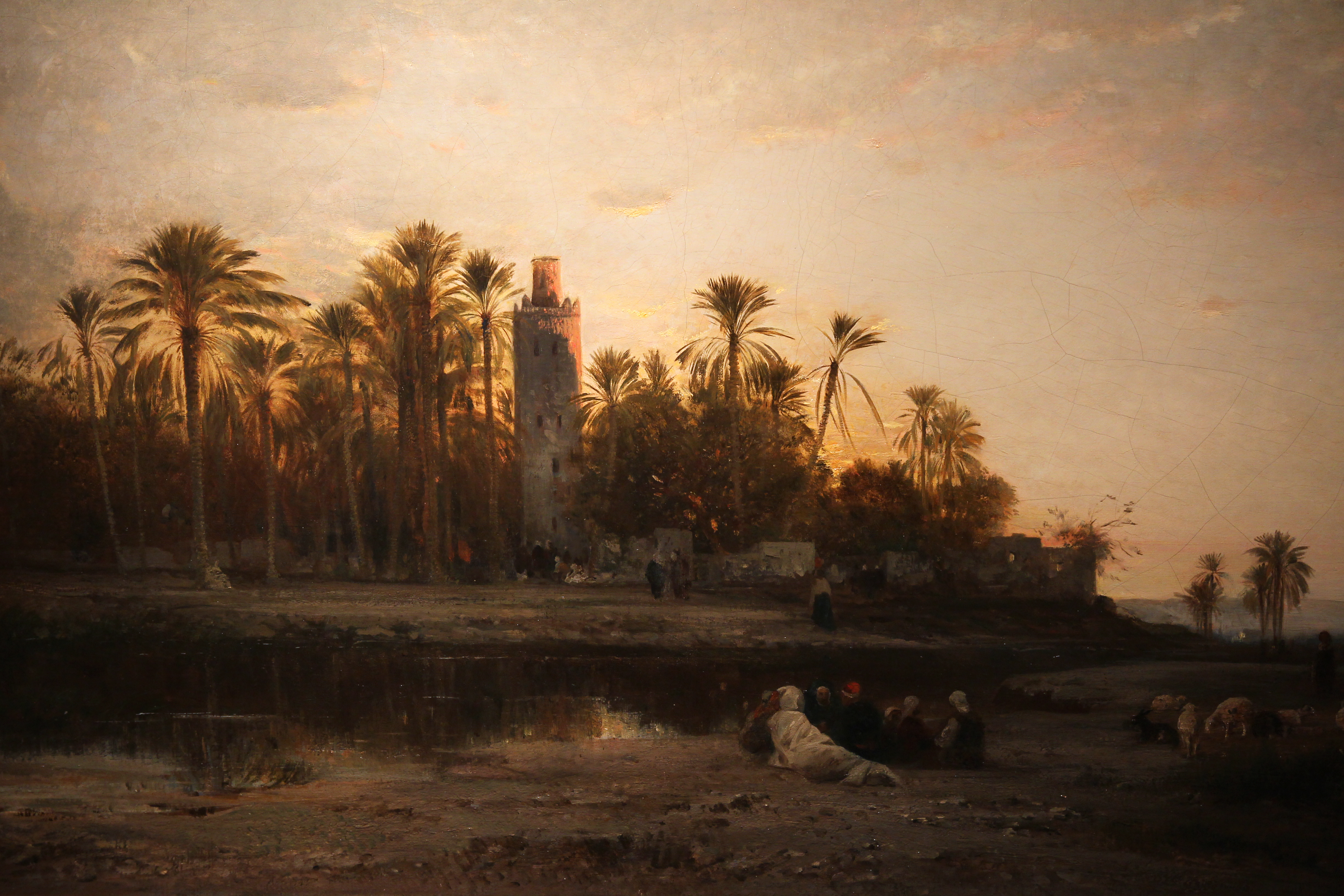
Campement des cavaliers arabes près de Tlemcen, Algérie, 1872
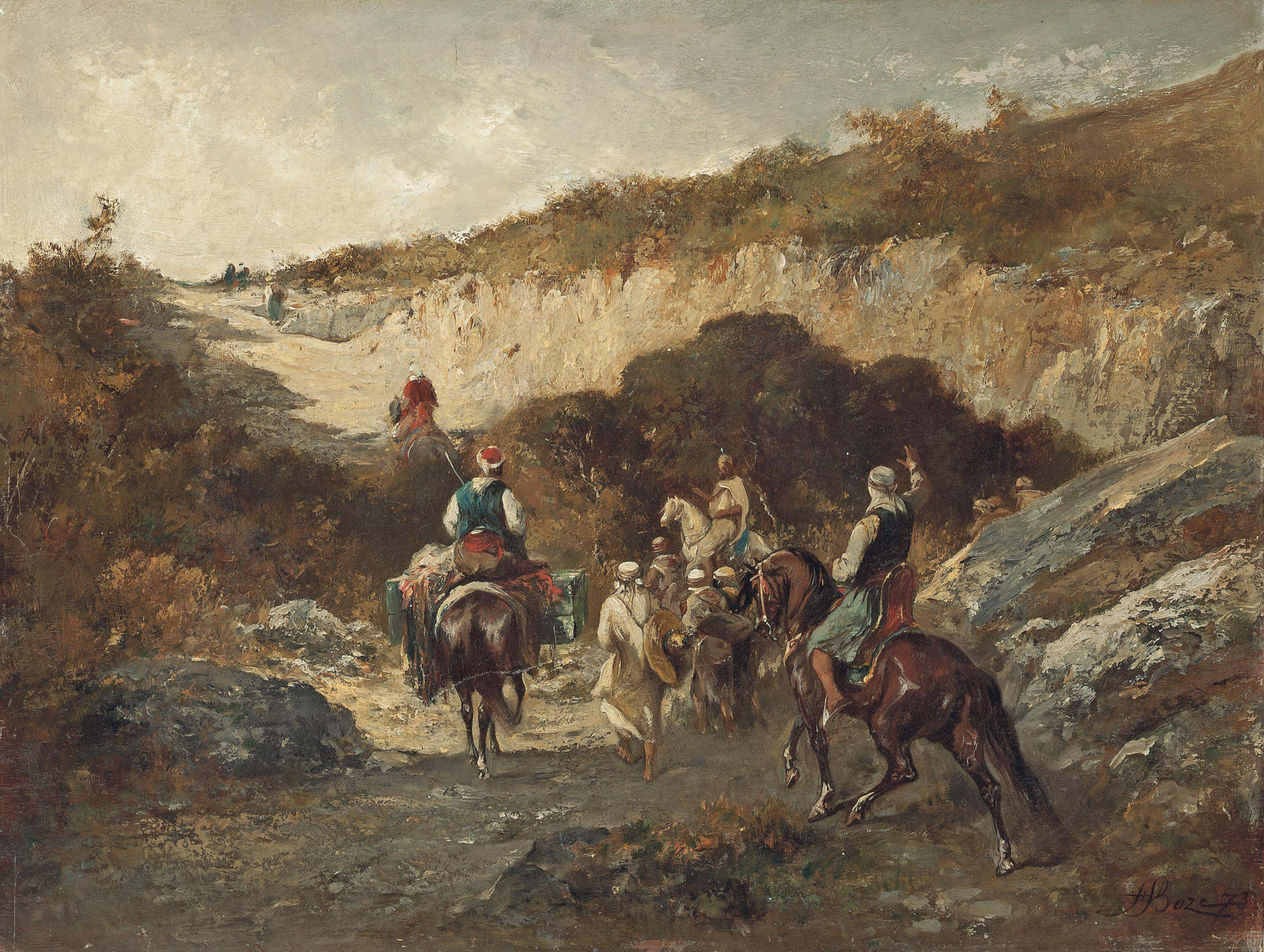
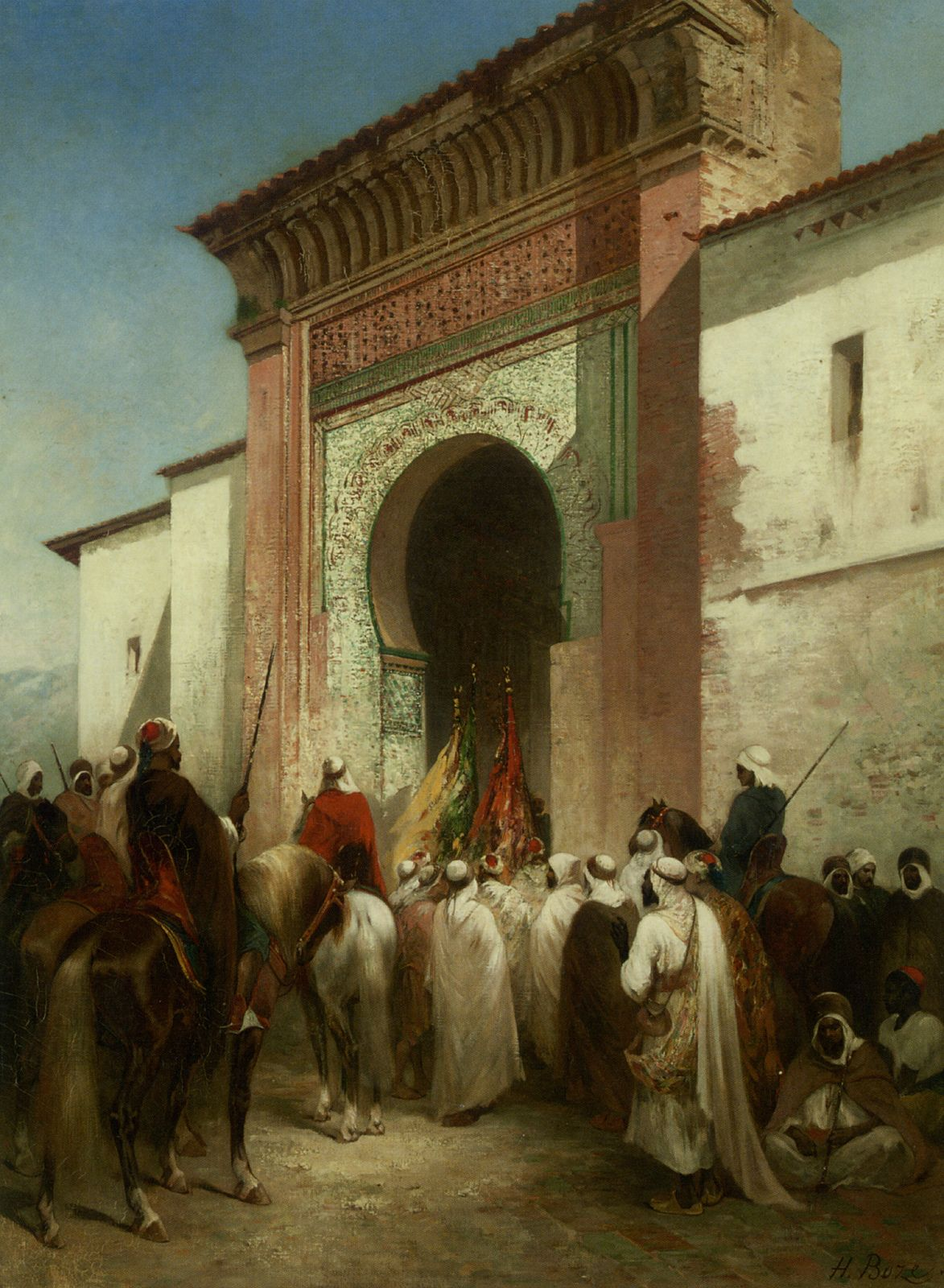
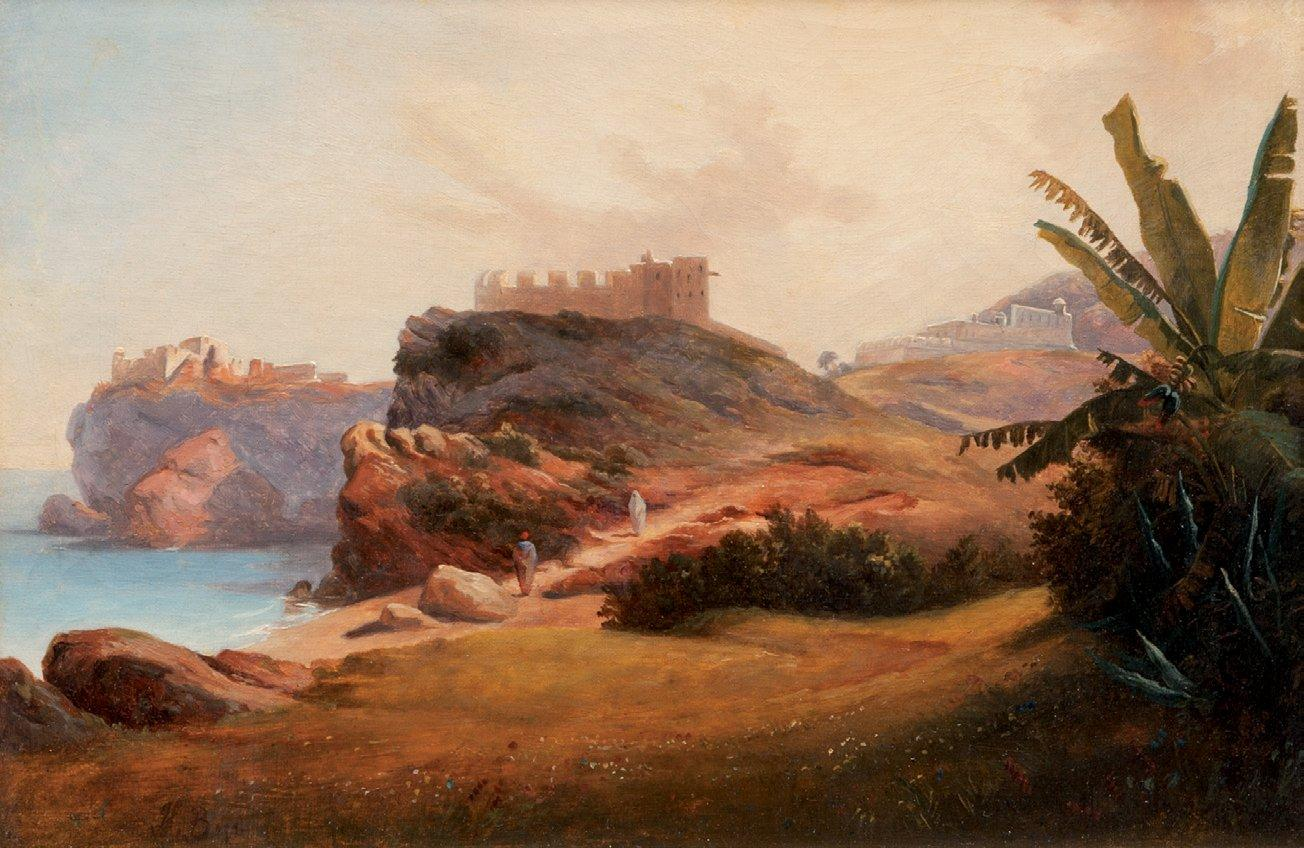